# Excoecaria canjoerensis
Excoecaria canjoerensis är en törelväxtart som beskrevs av August Wilhelm Dennstedt. Excoecaria canjoerensis ingår i släktet Excoecaria och familjen törelväxter. Inga underarter finns listade i Catalogue of Life.